# Pierreval
Pierreval település Franciaországban, Seine-Maritime megyében. Lakosainak száma 522 fő (2022. január 1.). Pierreval Bierville, Longuerue, Morgny-la-Pommeraye, La Rue-Saint-Pierre és Saint-André-sur-Cailly községekkel határos.

## Népesség
A település népességének változása:
| Lakosok száma | 467  | 516  | 550  | 555  | 553  | 551  | 541  | 532  | 522  |
|               | 2013 | 2015 | 2016 | 2017 | 2018 | 2019 | 2020 | 2021 | 2022 |